# Agrias subtus-flavus
Agrias subtus-flavus är en fjärilsart som beskrevs av Peter William Michael 1929. Agrias subtus-flavus ingår i släktet Agrias och familjen praktfjärilar. Inga underarter finns listade i Catalogue of Life.